# Leerpiramide

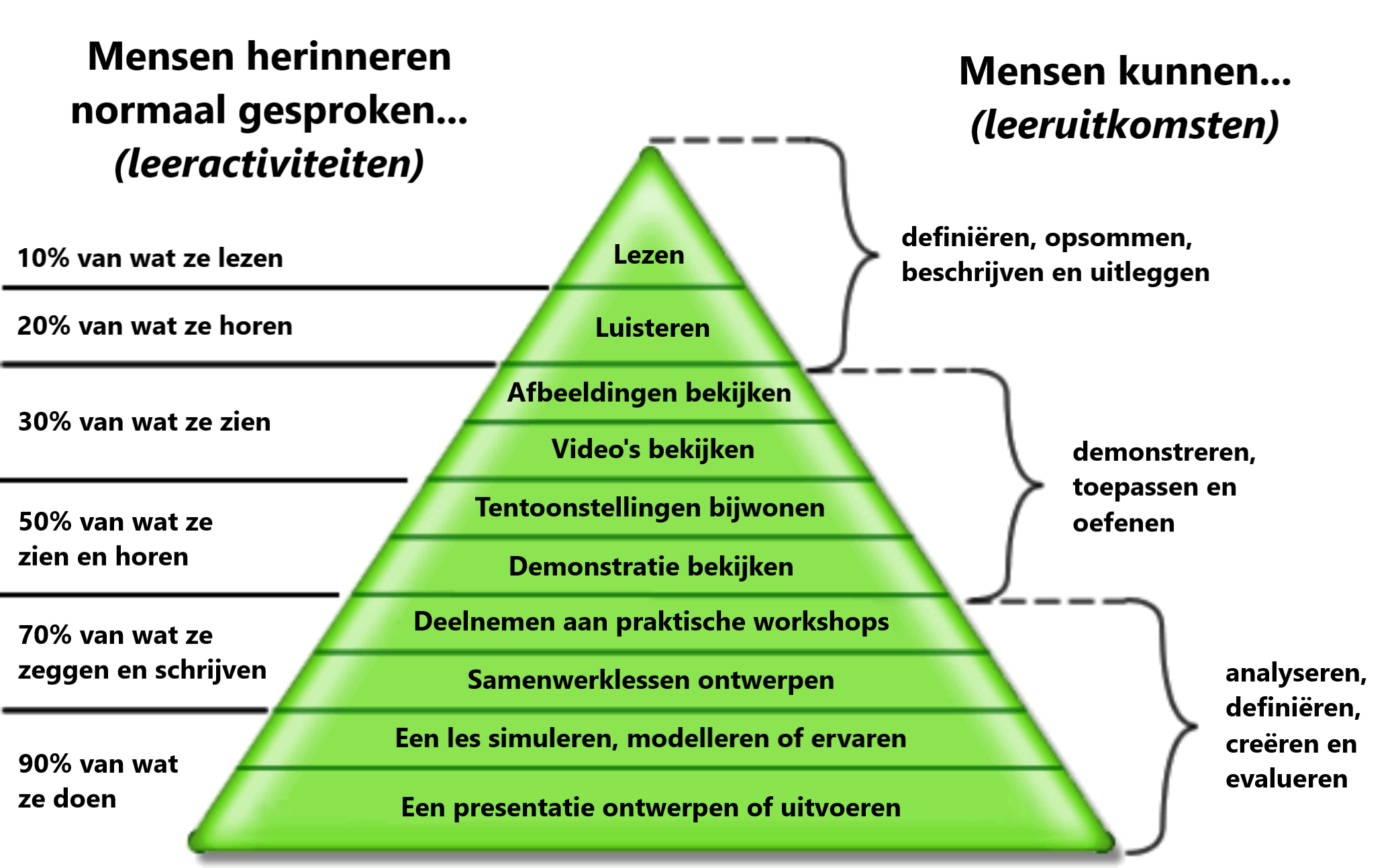
Een leerpiramide die veelal wordt gebruikt

Een leerpiramide is een verondersteld leermodel dat verschillende manieren van leren toont en zou laten zien hoeveel mensen tijdens een leeractiviteit onthouden. Hoewel leerpiramiden een populaire methode zijn om leerstrategieën te ordenen, zijn ze niet wetenschappelijk onderbouwd en bewezen.

## Verschillende piramiden

### Ervaringskegel van Dale

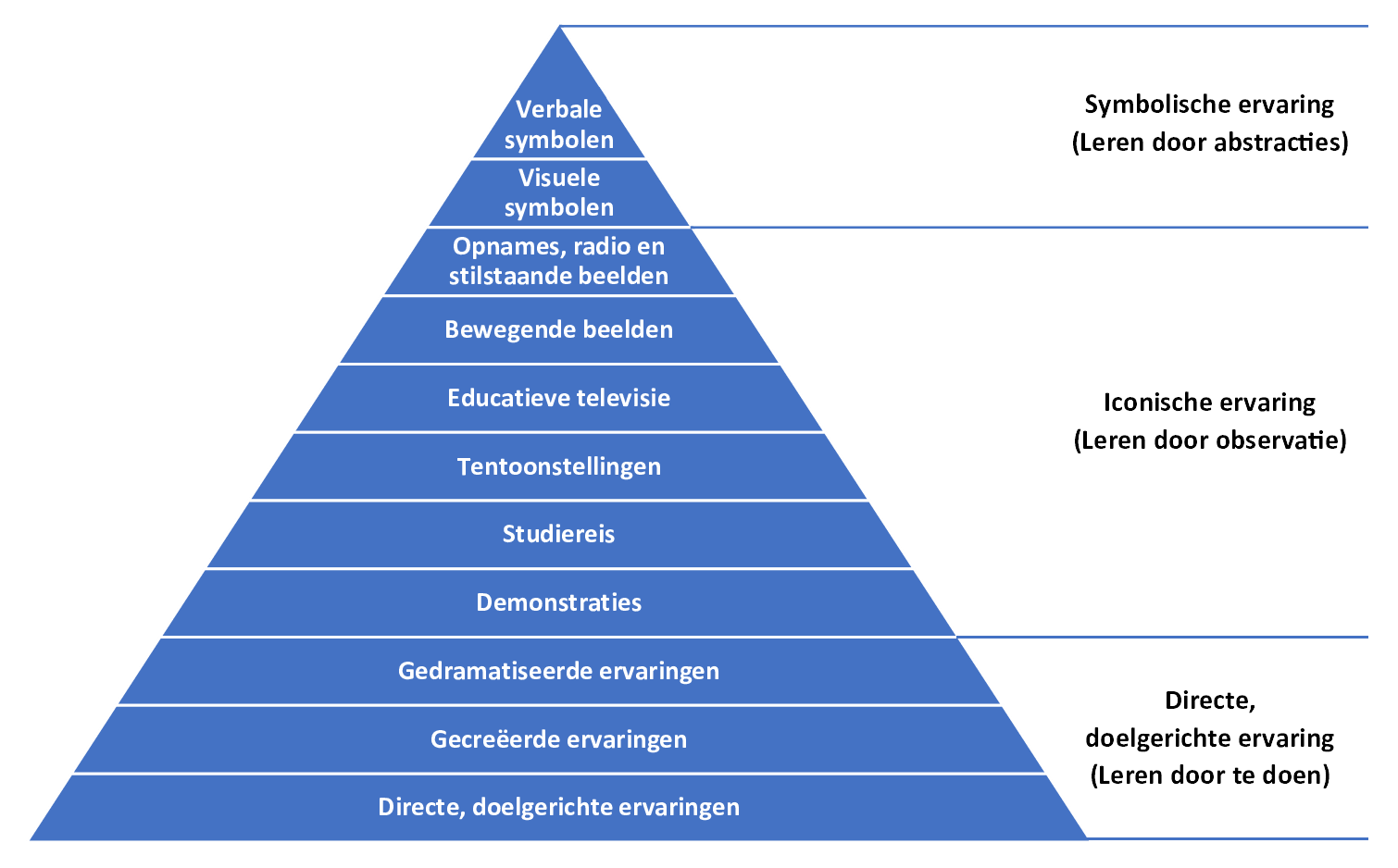
De ervaringskegel van Edgar Dale

In zijn boek Audio-Visual Methods in Teaching uit 1946 stelde de onderwijzer Edgar Dale de ervaringskegel (Engels: Cone of Experience) voor, waarmee hij verschillende vormen van indirect leren samenvatte en deze rangschikte van concreet naar abstract, beginnend met directe ervaringen. De kegel laat de mate van concreetheid van leerervaringen zien, afhankelijk van de gebruikte methode. Het model zou een theoretische basis bieden voor hoe mensen leren en welke methoden hen helpen kennis te onthouden. Dale stelde voor dat je pas echt iets leert wanneer je het in de praktijk toepast. Hij gaf echter wel aan dat de kegel niet als een vaste indeling moet worden gezien.

### Leerpiramide van Bales

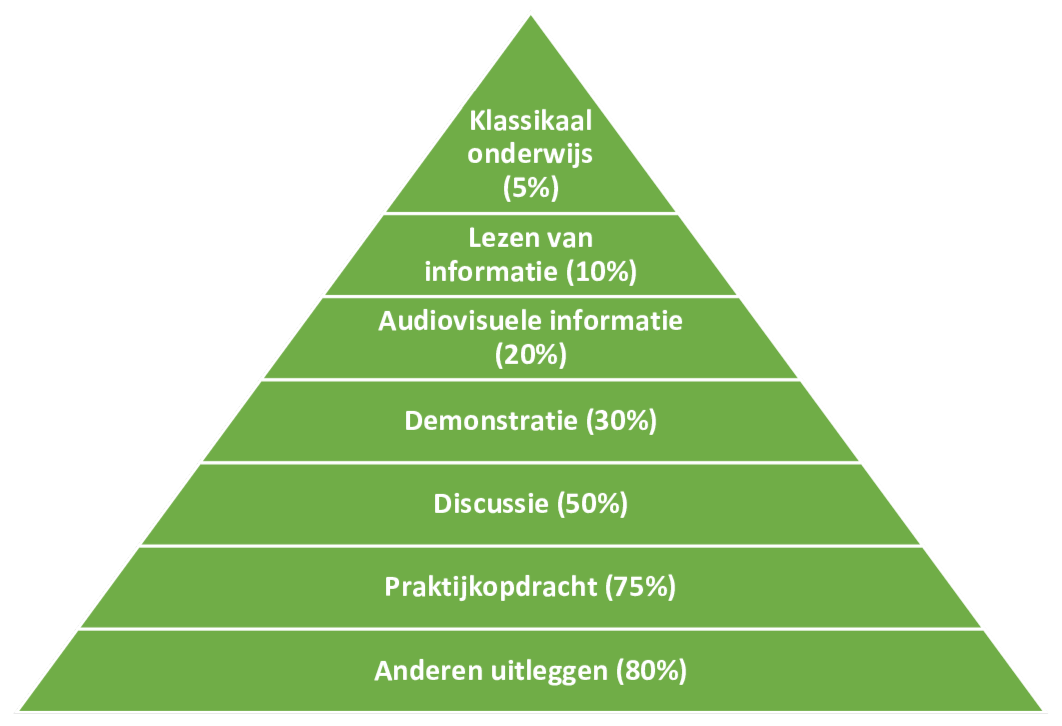
De leerpiramide van Bales

Op basis van de ervaringskegel van Dale, ontwikkelde sociaalpsycholoog Robert F. Bales in de jaren '50/'60 een piramide die laat zien welke methoden het meest effectief zijn bij het aanleren van nieuwe kennis, vaardigheden of houdingen. Zijn leermodel laat zien hoe goed we kennis zouden onthouden bij verschillende manieren van leren en toont aan dat de traditionele lezing de minste kennisretentie oplevert.

### Leerpiramide van Sousa
Ook de Amerikaanse onderwijskundige David Sousa heeft onderzoek gedaan naar het rendement van leeractiviteiten en heeft deze in een piramide geplaatst. Volgens Sousa zou leren effectiever zijn wanneer het betekenis heeft in plaats van alleen feiten te onthouden. Dit leidt tot beter begrip en het langer onthouden van informatie.

### Taxonomie van Miller

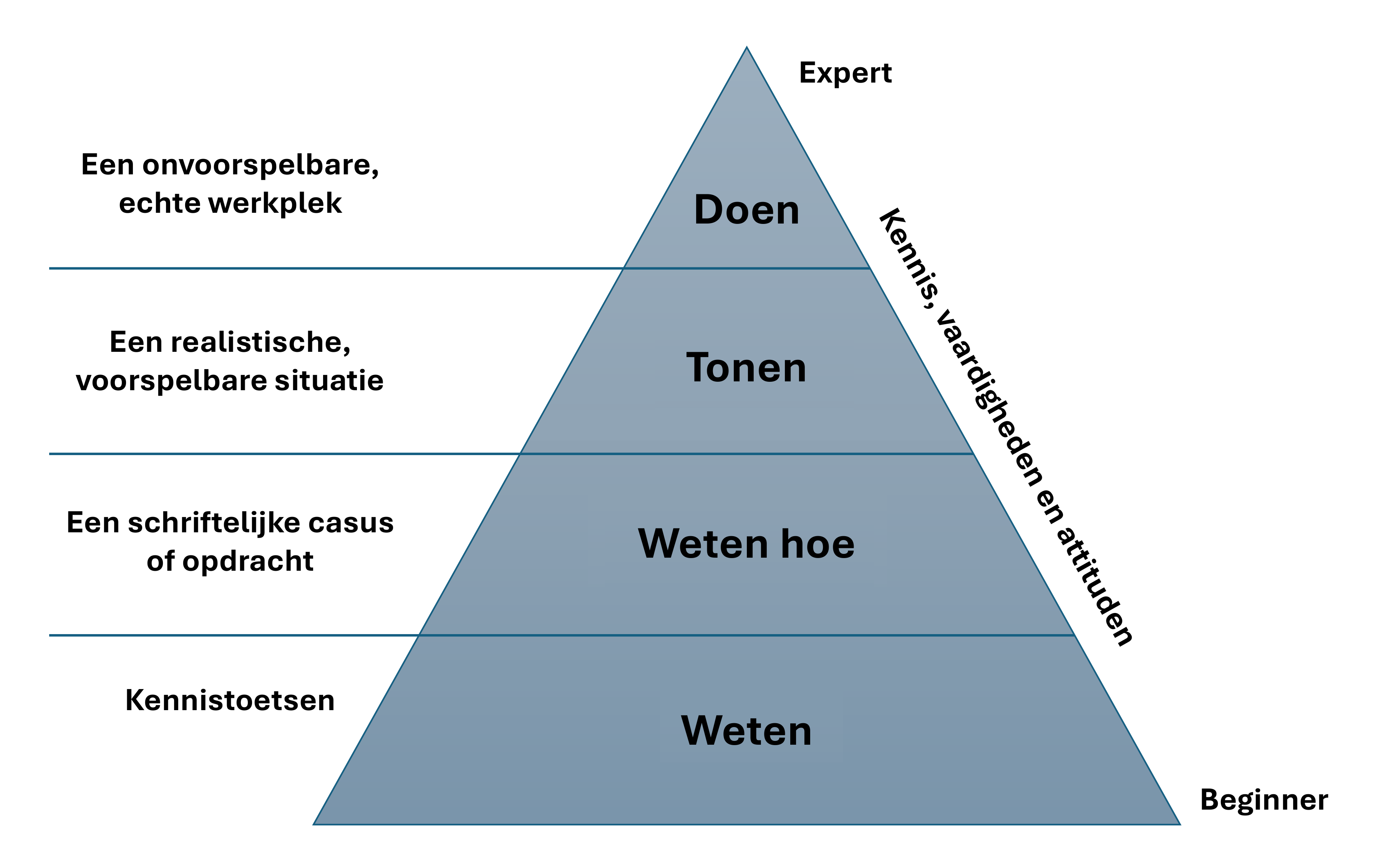
De vier niveaus van beroepsbekwaadheid volgens Miller

In 1990 werd door de psychoog George Miller een piramidemodel ontwikkeld om meer inzicht te krijgen op het handelen van artsen in de beroepspraktijk. Het toont de ontwikkeling van beroepsbekwaamheid in vier lagen: weten, weten hoe, tonen en doen.
Het model illustreert hoe een lerende zich ontwikkelt van beginner tot professioneel bekwaam. Het toont de opbouw aan van competenties, die van relatief eenvoudig oplopen tot een complex niveau. De piramide heeft een opbouwende structuur, bestaande uit vier lagen, waarbij de onderste lagen dienen als fundament voor de lagen erboven.

## Kritiek
In de loop der jaren is de kegel van Edgar Dale veranderd tot het model dat nu bekend is als de leerpiramide. In de leerpiramide zijn didactische labels en cijfers of percentages opgenomen die niet voorkwamen in de oorspronkelijke kegel. Ondanks dat de piramide afgeleid is van de kegel, zouden deze gegevens compleet verzonnen zijn. Er zou geen bewijs zijn dat we informatie die we horen altijd slechter onthouden dan informatie die we zien, aangezien dit afhangt van verschillende factoren.